# Udea bipunctalis
Udea bipunctalis is een vlinder uit de familie van de grasmotten (Crambidae), uit de onderfamilie van de Spilomelinae. De wetenschappelijke naam van deze soort is voor het eerst voorgesteld als Botys bipunctalis door Herrich-Schäffer in een publicatie uit 1848.
De soort komt voor in Portugal, Spanje, Marokko, Sicilië, Kreta, Rusland, Georgië, Turkije, Armenië, Syrië en Iran.